# Folytassák, lányok!
A Folytassák, lányok!, eredeti címe Carry On Girls, 1973-ban bemutatott brit (angol) színes filmvígjáték, a férfi szexisták és a feministák harcainak paródiája, a Gerald Thomas által rendezett Folytassa… filmsorozat 25. darabja. A sorozat rendszeres sztárjai közül szerepel Sidney James, Barbara Windsor, Joan Sims, Kenneth Connor, Bernard Bresslaw, Peter Butterworth, Patsy Rowlands és Jack Douglas. 
A film különlegessége, hogy se Kenneth Williams, se Charles Hawtrey nem jelenik meg a filmben. Williams lett volna Bumble polgármester, de ő a West End Színházhoz volt lekötve, Hawtrey-t pedig gázsi-vita miatt hagyta ki a producer. Utoljára szerepelt a sorozatban Valerie Leon és Joan Hickson, Miss Marple későbbi alakítója. A fotós szerepben látható Mick Jagger-szerű figura Robin Askwith, a korszak népszerű komikus-sztárja.

## Cselekmény
Dél-Anglia tengerpartján, a költött Fircombe városban sokat esik az eső, elmaradtak a turisták, a várost válság fenyegeti. A városi tanács ülésén Sidney Fiddler (Sidney James) szépségverseny rendezését javasolja turistacsalogatónak. Frederick Bumble (Kenneth Connor), a tutyimutyi polgármester beletörődik. A harcos feminista Augusta Prodworthy tanácstag (June Whitfield) ellenzi a nők szexista kizsákmányolását és bezárja az ülést. Fiddler azonban Auguszta távozása után az öregedő férfi tanácstagokkal mégis megszavaztatja a rendezvényt. A szervezéssel és hírveréssel a haverját, Peter Potter londoni sajtóügynököt (Bernard Bresslaw) bízza meg. Potter még saját menyasszonya, Paula (Valerie Leon) elől is titkolni igyekszik új szerződésének természetét, de a vasúti kupéban már a Fircombba igyekvő szexis jelentkezőkkel összezsúfolva utazik.
A helyi szálloda vezetője, Connie Philpotts (Joan Sims), Sidney barátnője, bizalmatlanul nézi az előkészületeket. Sidney rábeszéli, hogy a szépségverseny résztvevőinek adjon ingyen szállást. Biztatja, hogy a verseny hírére tömegesen fognak érkezni a fizető turisták. Connie aggódik rendes, nyugdíjas törzsvendégeiért, és valóban, a szállodában hamarosan fejre áll a rend. A reklámfotózásra behoznak egy szamarat, amely telepiszkítja a hall szőnyegét, William, a portás (Jack Douglas hasztalan takarít. A vagány motoros csaj, Hope Springs (Barbara Windsor), „Miss Easy Rider” összeverekszik a dúskeblű Dawn Brakes-szel (Margaret Nolan). A törzsvendégek élete felborul, Mrs Dukes (Joan Hickson) piros bundabugyiját a propagandisták felhúzzák a tengerparti zászlórúdra útjelzőnek. Az öreg admirális (Peter Butterworth) izgalomba jön és a csajok fenekét csipkedi. Más törzsvendégek felháborodva elköltöznek, az ingyenes lakók szaporodnak, Connie vesztesége naptól napra nő.
A harcos feminista Augusta Prodworthy tanácsos megszervezi Fircombe asszonyainak tiltakozását. Sikeresen meghiúsítják a csak „Uraknak” épült új nyilvános WC felavatását, Bumble polgármesterről még a nadrágot is lehúzzák. A bulvársajtó bőségesen tálalja a zaftos eseményeket. Augusta Prodworthy fia, Larry (Robin Askwith) a szépségverseny fotósa aktfotózást szervez Dawn-nal, de az utánuk lihegő kéjsóvár admirális megzavarja őket.
A „Női dolgok” tévés magazinműsor szerkesztői, Gaybody (Jimmy Logan) és Debra (Sally Geeson) interjút akarnak a lányokkal. Sidney valami meglepetéssel akarja növelni a műsor nézettségét. A vonakodó Pottert nőnek öltöztetik. A forgatás közben Augusta kihívja a rendőrséget, hogy leleplezze a nőnek álcázott szélhámost. A rendőrök azonban Potter helyén menyasszonyát, a váratlanul megérkező Paulát találják, és eredménytelenül távoznak. A szállodában egymást tapossák a botránysajtó képviselői, mindenki az eltűnt szépségkirálynő (vagy -király) jelöltet keresi. Paula is jelentkezik a szépségversenyre, Potter kétségbeesésében megkéri a kezét, de így sem tudja eltántorítani.
Augusta Prodworthy „Women’s Lib” mozgalmát erősíti Rosemary (Patricia Franklin), az „Égesd el a melltartódat” mozgalom férfiruhában járó kőkemény aktivistája. Céljuk a Miss Fircombe szépségverseny meghiúsítása, Bumble polgármester lejáratása és végső fokon Augusta polgármesternővé választása. Csatlakozik hozzájuk Bumble polgármester elhanyagolt neje, Mildred (Patsy Rowlands) is, eskütétel gyanánt ő is elégeti melltartóját. Ebből tűz keletkezik. Bumble polgármester éppen a tűzőrség vadonatúj autóját avatja, amikor jön a riasztás. A tűzoltóautó elrobog, a polgármester beleakadt nadrágjával együtt.
A tengeri móló színháztermében rendezett szépségversenyre minden jegy elkelt. Augusta és a női összeesküvők a rendőröket kijátszva belopóznak. A versenyzőkre viszkető- és tüsszentőport szórnak, a színpadot vízzel árasztják el, az elázott résztvevőket iszappal borítják be. A felháborodott nézők visszakövetelik a pénzüket. Sidney meg akar lógni a bevétellel, de Connie már elvitte a pénzt saját veszteségei fedezésére. Sidney gokarton menekül üldözői elől, aztán a motoros Hope Springs felveszi és együtt mennek világgá.

## Szereposztás
| Szerep                                   | Színész           | Magyar hangja (1. szinkron) | Magyar hangja (2. szinkron) |
| ---------------------------------------- | ----------------- | --------------------------- | --------------------------- |
| Sidney Fiddler                           | Sidney James      | Gruber Hugó                 | Beregi Péter                |
| Hope Springs / Tavaszi Remény / Napsugár | Barbara Windsor   | Dudás Eszter                | Kiss Erika                  |
| Connie Philpotts, szállodás              | Joan Sims         | Kocsis Mariann              | Simon Eszter                |
| Frederick Bumble polgármester            | Kenneth Connor    | Dobránszky Zoltán           | Izsóf Vilmos                |
| Mildred, Bumble felesége                 | Patsy Rowlands    | Csere Ágnes                 | Koffler Gizi                |
| Augusta Prodworthy                       | June Whitfield    | Menszátor Magdolna          | Tóth Judit                  |
| Peter Potter                             | Bernard Bresslaw  | Papp János                  | Vass Gábor                  |
| Paula Perkins                            | Valerie Leon      | Rák Kati                    | Nyírő Bea                   |
| Admirális                                | Peter Butterworth | Szabó Ottó                  | Besenczi Árpád              |
| William                                  | Jack Douglas      | Csonka András               | Forgács Gábor               |
| Mrs. Dukes                               | Joan Hickson      | Czigány Judit               | Gyimesi Pálma               |
| Rendőrfelügyelő                          | David Lodge       | Makay Sándor                | Szokolay Ottó               |
| Cookson közrendőr                        | Billy Cornelius   | ?                           | ?                           |
| Dawn Brakes, „Hajnalka”                  | Margaret Nolan    | Andresz Kati                | Orosz Anna                  |
| Ida Downs                                | Wendy Richard     | Balogh Erika                | Mics Ildikó                 |
| Debra                                    | Sally Geeson      | ?                           | ?                           |
| Miss Bangor                              | Angela Grant      | ?                           | ?                           |
| Rosemary                                 | Patricia Franklin | Papp Ági                    | ?                           |
| Larry Prodworthy                         | Robin Askwith     | Lux Ádám                    | Karácsonyi Zoltán           |
| Tűzoltóparancsnok                        | Bill Pertwee      | Varga Tamás                 | ?                           |
| Miss Drew, gyorsíró                      | Marianne Stone    | ?                           | ?                           |
| Főnővér                                  | Brenda Cowling    | Pásztor Erzsi               | Bókai Mária                 |
| Cecil Gaybody, tévés                     | Jimmy Logan       | Csuja Imre                  | Sztarenki Pál               |